# Colibași (gmina w okręgu Giurgiu)
Colibași – gmina w Rumunii, w okręgu Giurgiu. Obejmuje miejscowości Câmpurelu i Colibași. W 2011 roku liczyła 3529 mieszkańców. 